# Top Volley 2014-2015
Questa voce raccoglie le informazioni riguardanti la Top Volley nelle competizioni ufficiali della stagione 2014-2015.

## Stagione
La stagione 2014-15 è per la Top Volley la tredicesima, la sesta consecutiva, in Serie A1: viene sia cambiato l'allenatore, la cui scelta cade su Gianlorenzo Blengini, sia buona parte della rosa, con le poche conferme di Daniele Sottile, Todor Skrimov, Daniele Tailli e Saša Starović. Tra i nuovi acquisti quelli di Loris Manià, Jeroen Rauwerdink, Andrea Rossi, Andrea Semenzato, Tine Urnaut e Simon Van de Voorde mentre tra le cessioni quelle di Peter Michalovič, Sergio Noda, Salvatore Rossini, Pieter Verhees e Carmelo Gitto.
Il campionato si apre con la vittoria sul Volley Milano, a cui seguono prima due sconfitte e poi tre successi di fila: il resto del girone di andata vede la squadra di Latina alternare gare vinte a gare perse, chiudendo al sesto posto in classifica, qualificandosi per la Coppa Italia. Anche il girone di ritorno segue lo stesso andamento di quello di andata con un'alternanza di risultati positivi e negativi, che, al termine della regular season, consentono il mantenimento del sesto posto in classifica. Nei quarti di finale dei play-off scudetto la sfida è contro l'Associazione Sportiva Volley Lube: il club laziale vince gara 1 in trasferta, perde gara 2 in casa, ma riesce a vincere gara 3, nuovamente in trasferta, conquistando il passaggio alle semifinali. Nel penultimo atto di campionato l'avversario è il Modena Volley, squadra che vince entrambe le gare necessarie per accedere alla finale, estromettendo la Top Volley dalla corsa al titolo di campione d'Italia.
Grazie al sesto posto al termine del girone di andata della Serie A1 2014-15 la Top Volley partecipa alla Coppa Italia: tuttavia il cammino nella competizione dura esclusivamente nei quarti di finale, sconfitta per 3-0 dal Modena Volley.

## Organigramma societario
Area direttiva
- Presidente: Gianrio Falivene
- Vicepresidente: Franco Grottoli
- Amministratore unico: Andrea Zago
- Segreteria generale: Carlo Buzzanca
- Amministrazione: Bruno Monteferri

Area organizzativa
- Team manager: Bartolomeo Cappa
- Direttore sportivo: Candido Grande
- Dirigente accompagnatore: Michael Di Capua
- Addetto agli arbitri: Mauro Petrolini
- Consulente legale: Massimiliano Serrao
- Logistica: Mauro Cicchini

Area tecnica
- Allenatore: Gianlorenzo Blengini
- Allenatore in seconda: Marco Franchi
- Scout man: Maurizio Cibba
- Responsabile settore giovanile: Francesco Bignardi

Area comunicazione
- Ufficio stampa: Alessandro Antonelli
- Area comunicazione: Luigi Goldner, Gianmario Serra
- Webmaster: Michela Policicchio
- Speaker: Giuseppe Baratta
- Fotografo: Fabio Pirazzi
- Grafica e sviluppo: Danilo Cirelli

Area marketing
- Ufficio marketing: Luigi Goldner, Gianmario Serra
- Biglietteria: Marina Cacciapuoti, Patrizia Cacciapuoti

Area sanitaria
- Medico: Amedeo Verri
- Preparatore atletico: Alberto Di Mario
- Assistente preparatore atletico: Gioele Rossellini
- Fisioterapista: Vincenzo Annarumma, Davide Ghisa
- Ortopedico: Gianluca Martini
- Cardiologo: Damiano Coletta
- Osteopata: Giacinta Milita
- Podologo: Alessandro Russo

## Rosa
| N° | Nome                | Ruolo | Data di nascita   | Nazionalità sportiva |
| -- | ------------------- | ----- | ----------------- | -------------------- |
| 1  | Loris Manià         | L     | 27 gennaio 1979   | Italia               |
| 2  | Jeroen Rauwerdink   | S     | 13 settembre 1985 | Paesi Bassi          |
| 5  | Daniele Sottile     | P     | 17 agosto 1979    | Italia               |
| 7  | Paul Ferenciac      | S     | 17 maggio 1996    | Italia               |
| 8  | Todor Skrimov       | S     | 9 gennaio 1990    | Bulgaria             |
| 9  | Davide Pellegrino   | P     | 24 gennaio 1994   | Italia               |
| 10 | Daniele Tailli      | L     | 24 luglio 1993    | Italia               |
| 11 | Simon Van de Voorde | C     | 19 gennaio 1989   | Belgio               |
| 12 | Dylan Davis         | C     | 6 aprile 1991     | Stati Uniti          |
| 13 | Andrea Rossi        | C     | 14 febbraio 1989  | Italia               |
| 15 | Saša Starović       | S/O   | 19 ottobre 1988   | Serbia               |
| 16 | Andrea Semenzato    | C     | 12 settembre 1981 | Italia               |
| 17 | Tine Urnaut         | S/O   | 3 settembre 1988  | Slovenia             |

## Mercato
| Acquisti | Acquisti            | Acquisti           | Acquisti   |
| R.       | Nome                | da                 | Modalità   |
| -------- | ------------------- | ------------------ | ---------- |
| C        | Dylan Davis         | Avignon            | definitivo |
| S        | Paul Ferenciac      | Hydra              | definitivo |
| L        | Loris Manià         | Modena             | definitivo |
| P        | Davide Pellegrino   | Materdomini        | definitivo |
| S        | Jeroen Rauwerdink   | Piemonte           | definitivo |
| C        | Andrea Rossi        | Città di Castello  | definitivo |
| C        | Andrea Semenzato    | Sir Safety Perugia | definitivo |
| S/O      | Tine Urnaut         | Arkas              | definitivo |
| C        | Simon Van de Voorde | Jastrzębski Węgiel | definitivo |

| Cessioni | Cessioni            | Cessioni         | Cessioni   |
| R.       | Nome                | a                | Modalità   |
| -------- | ------------------- | ---------------- | ---------- |
| C        | Davide Candellaro   | Molfetta         | definitivo |
| C        | Francesco Fortunato | Hydra            | definitivo |
| S        | Andreas Fragkos     | Matin Varamin    | definitivo |
| C        | Carmelo Gitto       | BluVolley Verona | definitivo |
| S/O      | Peter Michalovič    | Impavida Ortona  | definitivo |
| S        | Sergio Noda         | Molfetta         | definitivo |
| S        | Matteo Paris        | MENT             | definitivo |
| L        | Salvatore Rossini   | Modena           | definitivo |
| C        | Pieter Verhees      | Modena           | definitivo |

## Risultati

### Serie A1

#### Girone di andata
| 1ª giornata - 19 ottobre 2014 PalaBianchini, Latina         | Top Volley Latina  | 3 - 1 | Milano             | 17-25, 25-20, 25-20, 25-23        |
| 2ª giornata - 25 ottobre 2014 PalaGalassi, Forlì            | Porto Robur Costa  | 3 - 1 | Top Volley Latina  | 26-28, 25-23, 25-19, 25-21        |
| 3ª giornata - 29 ottobre 2014 PalaBianchini, Latina         | Top Volley Latina  | 0 - 3 | Sir Safety Perugia | 21-25, 25-27, 23-25               |
| 4ª giornata - 2 novembre 2014 PalaPoli, Molfetta            | Molfetta           | 2 - 3 | Top Volley Latina  | 8-25, 28-26, 25-23, 21-25, 8-15   |
| 5ª giornata - 9 novembre 2014 PalaBianchini, Latina         | Top Volley Latina  | 3 - 2 | Città di Castello  | 25-16, 20-25, 25-12, 19-25, 15-10 |
| 6ª giornata - 16 novembre 2014 PalaOlimpia, Verona          | BluVolley Verona   | 1 - 3 | Top Volley Latina  | 22-25, 15-25, 27-25, 22-25        |
| 7ª giornata - 23 novembre 2014 PalaBianchini, Latina        | Top Volley Latina  | 2 - 3 | Trentino           | 25-21, 26-24, 24-26, 20-25, 14-16 |
| 8ª giornata - 30 novembre 2014 PalaDesio, Desio             | Powervolley Milano | 0 - 3 | Top Volley Latina  | 20-25, 22-25, 21-25               |
| 9ª giornata - 7 dicembre 2014 PalaBianchini, Latina         | Top Volley Latina  | 2 - 3 | Piacenza           | 25-20, 15-25, 25-23, 21-25, 11-15 |
| 10ª giornata - 14 dicembre 2014 PalaPanini, Modena          | Modena             | 3 - 0 | Top Volley Latina  | 25-20, 25-19, 25-18               |
| 11ª giornata - 21 dicembre 2014 PalaFontescodella, Macerata | Lube               | 1 - 3 | Top Volley Latina  | 17-25, 26-24, 22-25, 23-25        |
| 12ª giornata - 26 dicembre 2014 PalaBianchini, Latina       | Top Volley Latina  | 3 - 1 | Padova             | 25-15, 18-25, 25-21, 26-24        |

#### Girone di ritorno
| 14ª giornata - 3 gennaio 2015 Palazzetto dello Sport, Monza        | Milano             | 3 - 1 | Top Volley Latina  | 13-25, 25-22, 24-23, 25-22        |
| 15ª giornata - 18 gennaio 2015 PalaBianchini, Latina               | Top Volley Latina  | 3 - 2 | Porto Robur Costa  | 18-25, 25-20, 19-25, 25-15, 19-17 |
| 16ª giornata - 24 gennaio 2015 PalaEvangelisti, Perugia            | Sir Safety Perugia | 3 - 2 | Top Volley Latina  | 25-21, 21-25, 21-25, 25-19, 16-14 |
| 17ª giornata - 1º febbraio 2015 PalaBianchini, Latina              | Top Volley Latina  | 3 - 0 | Molfetta           | 27-25, 25-21, 25-18               |
| 18ª giornata - 7 febbraio 2015 Palazzetto dello Sport, Sansepolcro | Città di Castello  | 0 - 3 | Top Volley Latina  | 19-25, 17-25, 21-25               |
| 19ª giornata - 14 febbraio 2015 PalaBianchini, Latina              | Top Volley Latina  | 2 - 3 | BluVolley Verona   | 25-21, 25-23, 22-25, 36-38, 11-15 |
| 20ª giornata - 22 febbraio 2015 PalaTrento, Trento                 | Trentino           | 3 - 1 | Top Volley Latina  | 25-21, 25-19, 19-25, 25-20        |
| 21ª giornata - 1º marzo 2015 PalaBianchini, Latina                 | Top Volley Latina  | 3 - 0 | Powervolley Milano | 25-18, 25-13, 25-19               |
| 22ª giornata - 8 marzo 2015 PalaBanca, Piacenza                    | Piacenza           | 3 - 2 | Top Volley Latina  | 19-25, 25-23, 25-20, 17-25, 15-10 |
| 23ª giornata - 15 marzo 2015 PalaBianchini, Latina                 | Top Volley Latina  | 3 - 1 | Modena             | 25-18, 25-20, 18-25, 25-21        |
| 24ª giornata - 22 marzo 2015 PalaBianchini, Latina                 | Top Volley Latina  | 1 - 3 | Lube               | 25-27, 20-25, 25-19, 26-28        |
| 25ª giornata - 29 marzo 2015 PalaFabris, Padova                    | Padova             | 0 - 3 | Top Volley Latina  | 24-26, 19-25, 20-25               |

#### Play-off scudetto
| Quarti di finale (gara 1) - 12 aprile 2015 PalaCivitanova, Civitanova Marche | Lube              | 1 - 3 | Top Volley Latina | 25-21, 19-25, 17-25, 19-25        |
| Quarti di finale (gara 2) - 19 aprile 2015 PalaBianchini, Latina             | Top Volley Latina | 2 - 3 | Lube              | 23-25, 25-17, 22-25, 25-12, 12-15 |
| Quarti di finale (gara 3) - 22 aprile 2015 PalaCivitanova, Civitanova Marche | Lube              | 1 - 3 | Top Volley Latina | 22-25, 25-16, 15-25, 25-27        |
| Semifinali (gara 1) - 25 aprile 2015 PalaPanini, Modena                      | Modena            | 3 - 2 | Top Volley Latina | 25-22, 25-14, 21-25, 22-25, 15-12 |
| Semifinali (gara 2) - 28 aprile 2015 Palazzetto dello sport, Frosinone       | Top Volley Latina | 0 - 3 | Modena            | 20-25, 19-25, 22-25               |

### Coppa Italia

#### Fase a eliminazione diretta
| Quarti di finale - 6 gennaio 2015 PalaFontescodella, Macerata | Lube | 3 - 0 | Top Volley Latina | 25-21, 28-26, 25-21 |

## Statistiche

### Statistiche di squadra
| Competizione | Punti | In casa | In casa | In casa | In trasferta | In trasferta | In trasferta | Totale | Totale | Totale |
| Competizione | Punti | G       | V       | P       | G            | V            | P            | G      | V      | P      |
| ------------ | ----- | ------- | ------- | ------- | ------------ | ------------ | ------------ | ------ | ------ | ------ |
| Serie A1     | 41    | 14      | 7       | 7       | 15           | 8            | 7            | 29     | 15     | 14     |
| Coppa Italia | -     | -       | -       | -       | 1            | 0            | 1            | 1      | 0      | 1      |
| Totale       | -     | 14      | 6       | 8       | 16           | 8            | 8            | 30     | 15     | 15     |

G = partite giocate; V = partite vinte; P = partite perse

### Statistiche dei giocatori
| Giocatore        | Serie A1 | Serie A1 | Serie A1 | Serie A1 | Serie A1 | Coppa Italia | Coppa Italia | Coppa Italia | Coppa Italia | Coppa Italia | Totale | Totale | Totale | Totale | Totale |
| Giocatore        | P        | PT       | AV       | MV       | BV       | P            | PT           | AV           | MV           | BV           | P      | PT     | AV     | MV     | BV     |
| ---------------- | -------- | -------- | -------- | -------- | -------- | ------------ | ------------ | ------------ | ------------ | ------------ | ------ | ------ | ------ | ------ | ------ |
| D. Davis         | 6        | 21       | 11       | 8        | 2        | 1            | 0            | 0            | 0            | 0            | 7      | 21     | 11     | 8      | 2      |
| P. Ferenciac     | 7        | 0        | 0        | 0        | 0        | 0            | 0            | 0            | 0            | 0            | 7      | 0      | 0      | 0      | 0      |
| L. Manià         | 29       | -        | -        | -        | -        | 1            | -            | -            | -            | -            | 30     | -      | -      | -      | -      |
| D. Pellegrino    | 11       | 0        | 0        | 0        | 0        | 0            | 0            | 0            | 0            | 0            | 11     | 0      | 0      | 0      | 0      |
| J. Rauwerdink    | 29       | 158      | 137      | 13       | 8        | 1            | 8            | 8            | 0            | 0            | 30     | 166    | 145    | 13     | 8      |
| A. Rossi         | 26       | 112      | 76       | 29       | 7        | 1            | 2            | 2            | 0            | 0            | 27     | 114    | 78     | 29     | 7      |
| A. Semenzato     | 21       | 57       | 32       | 18       | 7        | 1            | 2            | 0            | 1            | 1            | 22     | 59     | 32     | 19     | 8      |
| T. Skrimov       | 28       | 219      | 172      | 14       | 33       | 1            | 2            | 2            | 0            | 0            | 29     | 221    | 174    | 14     | 33     |
| D. Sottile       | 29       | 55       | 28       | 19       | 8        | 1            | 2            | 1            | 1            | 0            | 30     | 57     | 29     | 20     | 8      |
| S. Starović      | 29       | 557      | 487      | 38       | 32       | 1            | 24           | 22           | 1            | 1            | 30     | 581    | 509    | 39     | 33     |
| D. Tailli        | 26       | 1        | -        | -        | 1        | 1            | -            | -            | -            | -            | 27     | 1      | -      | -      | 1      |
| T. Urnaut        | 29       | 442      | 362      | 39       | 41       | 1            | 7            | 6            | 1            | 0            | 30     | 449    | 368    | 40     | 41     |
| S. Van de Voorde | 25       | 249      | 142      | 90       | 17       | 1            | 4            | 0            | 3            | 1            | 26     | 253    | 142    | 93     | 18     |

P = presenze; PT = punti totali; AV = attacchi vincenti; MV = muri vincenti; BV = battute vincenti